# Waldemar Dehm
Waldemar Dehm (ur. ?, zm. 5 listopada 1946 w Belgradzie) – SS-Hauptscharführer, członek załogi obozu koncentracyjnego Ravensbrück. Po zakończeniu wojny skazany przez jugosłowiański Trybunał Wojskowy na karę śmierci przez powieszenie i stracony.